# MA Festival Brügge
Das MA Festival Brügge oder Musica Antiqua Bruges in Brügge, Belgien, ist ein Festival für Alte Musik mit historischen Instrumenten und der in der damaligen Zeit praktizierten entsprechenden Spieltechnik. Das 1960 zuerst organisierte Festival ist seit 1972 Teil des überregionalen jährlichen Festivals von Flandern, das 1958 gegründet wurde. Das breit gefächerte Programm des MA Festivals Brügge beinhaltet Konzerte, Meisterkurse, Ausstellungen, einen Instrumentenmarkt und einen periodisch stattfindenden Musikwettbewerb mit jeweils wechselnden Instrumenten- bzw. Gesangsdarbietungen.

## Die Mission des Festivals
Die Idee der Gründer des Festivals war es, nicht einfach nur wieder ein weiteres Konzertfestival auszurichten, sondern ein Forum der sogenannten Alten Musik bis vor dem Jahr 1800 zu schaffen. Zur Teilnahme aufgerufen oder dazu eingeladen waren und sind dafür spezialisierte Musiker, Instrumentenbauer, Musikpädagogen, Studenten und Musikliebhaber. Das Programm des Festivals umfasst Ausstellungen und Messen, Übungskurse und Meisterklassen, Diskussionsforen, Vorlesungen und begleitete Ausflüge zu in historischen Zusammenhängen stehenden Zielen in Flandern. 
Die internationalen Wettbewerbe finden seit 1964 mit in dreijährigem Rhythmus wechselnden Schwerpunkten statt. Der Fokus verschiebt sich dabei zwischen den Instrumenten Orgel, Cembalo (seit 1965), Basso continuo sowie Pianoforte (seit 1983). Der dreijährige Wettbewerbsturnus wird seit 1972 mit Aufnahmen auf Tonträgern, weiteren historischen Instrumenten, Solisten (seit 1984) sowie Chören und Ensembles komplettiert.
Als Juroren konnten die Veranstalter fachlich versierte Persönlichkeiten wie Gustav Leonhardt, Thurston Dart, Barbara Schlick, Barthold Kuijken, Wieland Kuijken, Wolfgang Brunner, Florian Heyerick, Friedrich Högner (1970), Ton Koopman, Frans Brüggen, Anner Bylsma, Xavier Darasse, Michel Chapuis und Scott Ross gewinnen.

## Preisträger
Zu einer kleinen Auswahl der Preisträger gehören Masaaki Suzuki (1982), Andrea Marcon (1985), Christian Schmitt (2000), Christiane Jaccottet (1965), Scott Ross (1971), Martin Pearlman (1974), Ketil Haugsand (1980), Christophe Rousset (1983), Pierre Hantaï (1983), Benjamin Alard (2004), Jean Rondeau (2012), Huelgas Ensemble (1972), Amsterdam Loeki Stardust Quartet (1981), Robert Barto (1984), Matthias Maute (1990), Kai Wessel (1990), Elisabeth Scholl (1993), Hélène Schmitt (1993), Knut Schoch (1999) und Yosemeh Adjei (2002). Die vollständige Liste der Preisträger bis 2017 ist auf der Website der Veranstalter zu finden.